# 長井市古代の丘資料館
長井市古代の丘資料館（ながいしこだいのおかしりょうかん）は、山形県長井市にある資料館。

## 概要
朝日連峰へ連なる長井葉山の山麓に位置。長井市内から出土した考古資料を中心に収蔵及び展示している資料館である。館内には縄文時代の遺跡から発見された土器、石器の展示の他、復元された竪穴建物や縄文時代の当時の生活を紹介するパネルも展示されている。
古代の丘資料館の近くには関連施設として、長者屋敷遺跡公園、長者屋敷遺跡公園、中里堤、土偶広場、太陽の広場、古代の丘キャンプ場、バンガロー、交流センター、縄文そばの館がある。

## 入館料
無料（特別展示の際は大人が100円。）

## 営業時間・休館日
営業期間
- 4月中旬〜12月中旬：9:00 - 16:00

休館日
- 月曜日
- 12月中旬〜4月中旬（冬季休館）

## アクセス
- 電車
  - フラワー長井線長井駅から車で15分[1]。